# Палац архієпископів (Оброшине)
Пала́ц архієпи́скопів — ансамбль будівель, датований початком XVIII століття. Розташований у селі Оброшино, Пустомитівського району, Львівської області. Видатний зразок заміської садиби доби бароко в Україні.

## Загальний опис
Ансамбль у стилі бароко первісно складався з:
- палацу
- п'ятикутного парадного двору
- барокових за планом службових приміщень біля воріт
- окремого будинку кухні
- саду бароко

## Палац
Розпланування вісьове, симетричне, притаманне ансамблям у стилі бароко.
Палац за проектом архітектора Юзефа Фонтани, найближчий аналог — палац Бєліньських у місті Варшаві того ж архітектора. Головна будівля — видовжений блок з бічними павільйонами по кутах (чотири павільйони). Палац на 2 поверхи, побудований у 1730-х рр. з цегли, тинькований. Оздоблювальні роботи тривали у 1760-х рр. Розпланування коридорне, зали паркового фасаду — анфіладою. Приміщення прямокутні, наближені до квадратів, окрім восьмикутного вестибюля. Зала праворуч від вестибюля розпланована як палацова каплиця вікнами на парадний двір.
Фасад на парадний двір перебудований у стилі модерн у 1922–1925 рр. (архітектор Б. Віктор). Парковий фасад зберіг барокове забарвлення, де прибудовано балкон на стовпах, декоративні тумби на терасі і сходинки в парк. Дах з переломом, прикрашений люкарнами.

## Службові приміщення
Службові приміщення прилягають до парадних воріт, прикрашених скульптурами в стилі рококо. Належать до найкращих зразків подібної скульптури на теренах України. Приміщення одноповерхові, цегляні, тиньковані, побудовані водночас з палацом. Фасади реконструйовані у 1920-ті рр. в спрощених формах класицизму. Дах лише одного приміщення зберіг скульптуру Атланта з земною кулею на плечах. Огорожа кам'яна, цікава за силуетом, у стилі рококо.
Відповідно до Державного реєстру національної культурної спадщини України до пам'яток архітектури в Оброшині відносяться: садиба львівських архієпископів (1730 р., № 477-0), палац (№ 477-1), господарські флігелі (№ 477-2), мурована огорожа з парадною та господарчою брамами (№ 477-3), а також парк (XVIII століття, № 477-4).

## Галерея

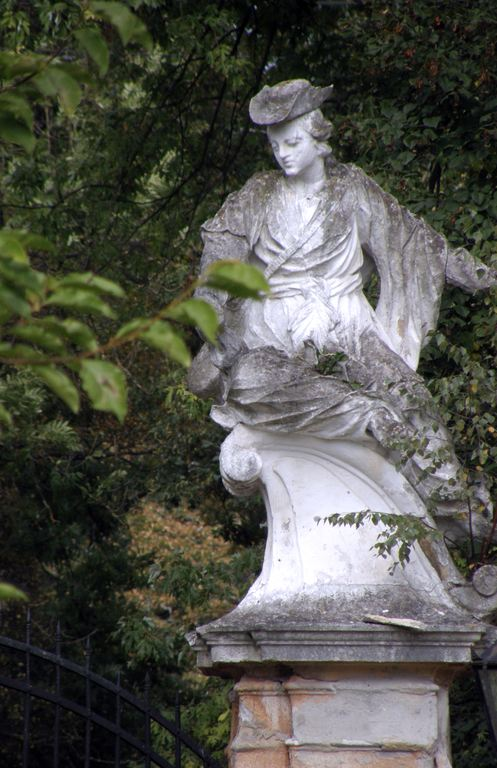
Статуя на в'їзді до палацу
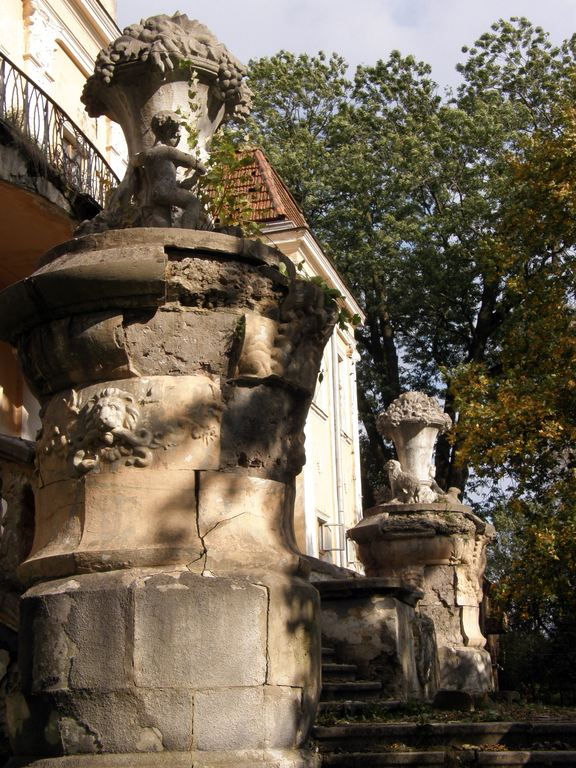
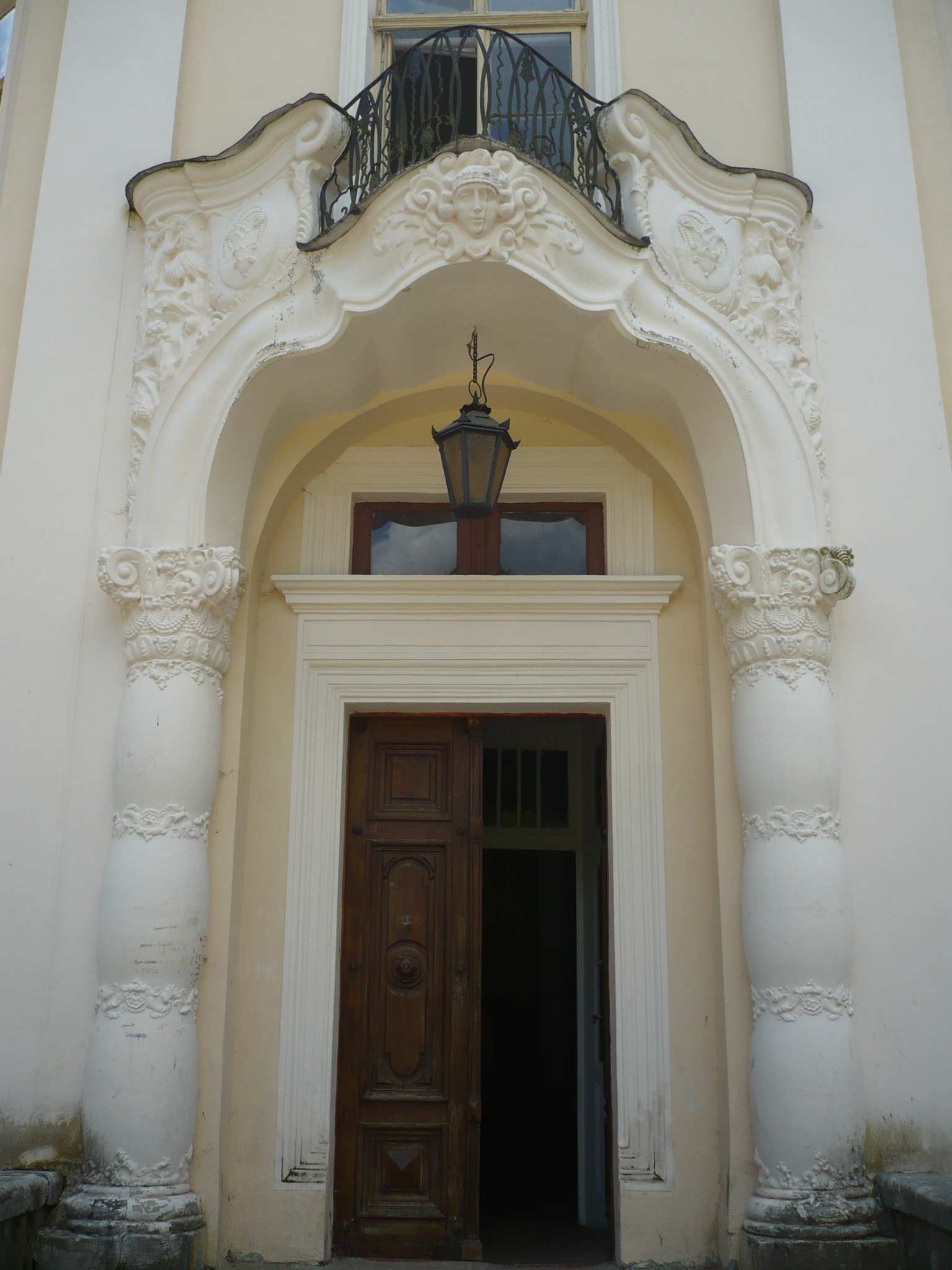
Вхід
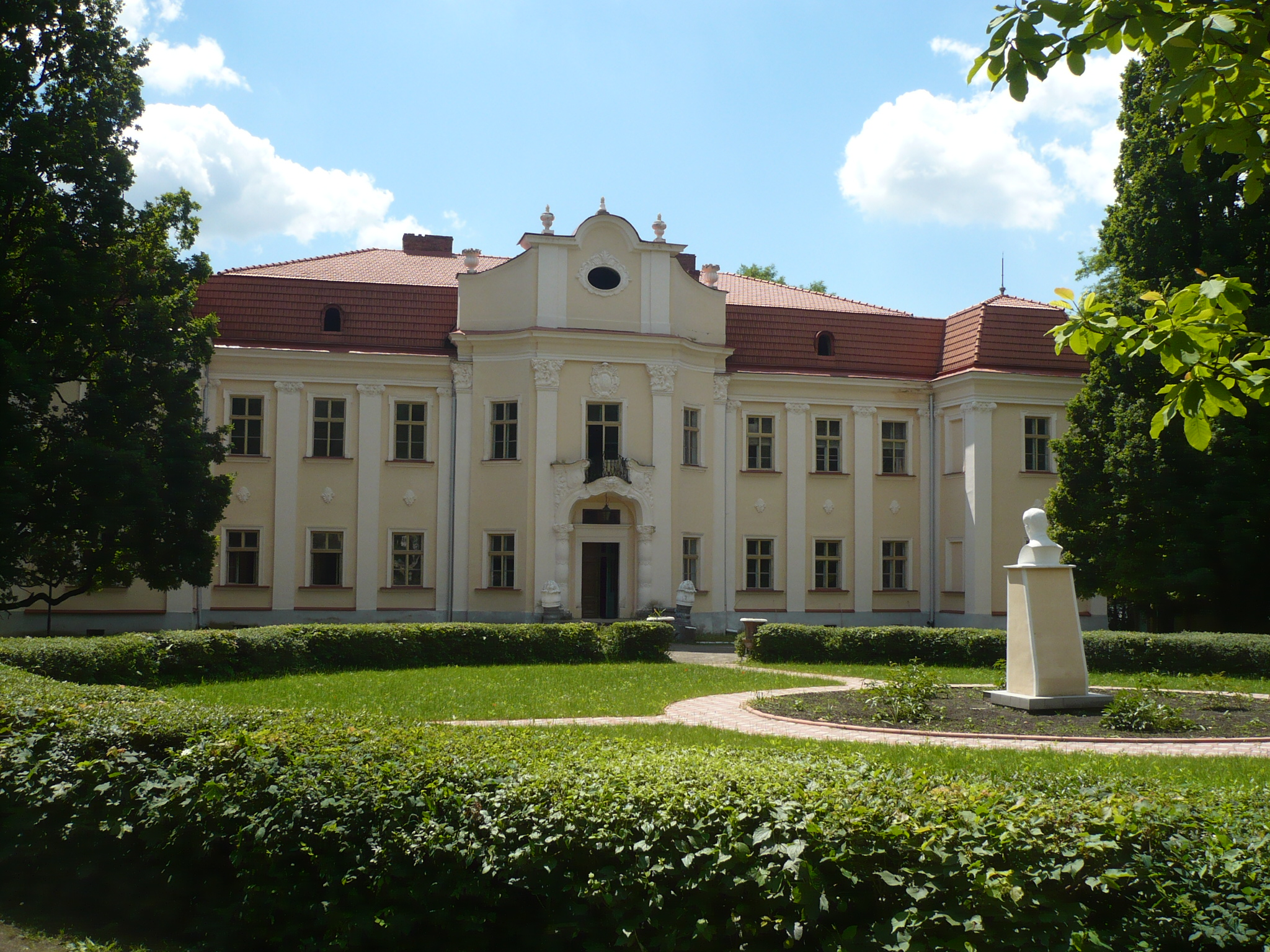
Головний фасад
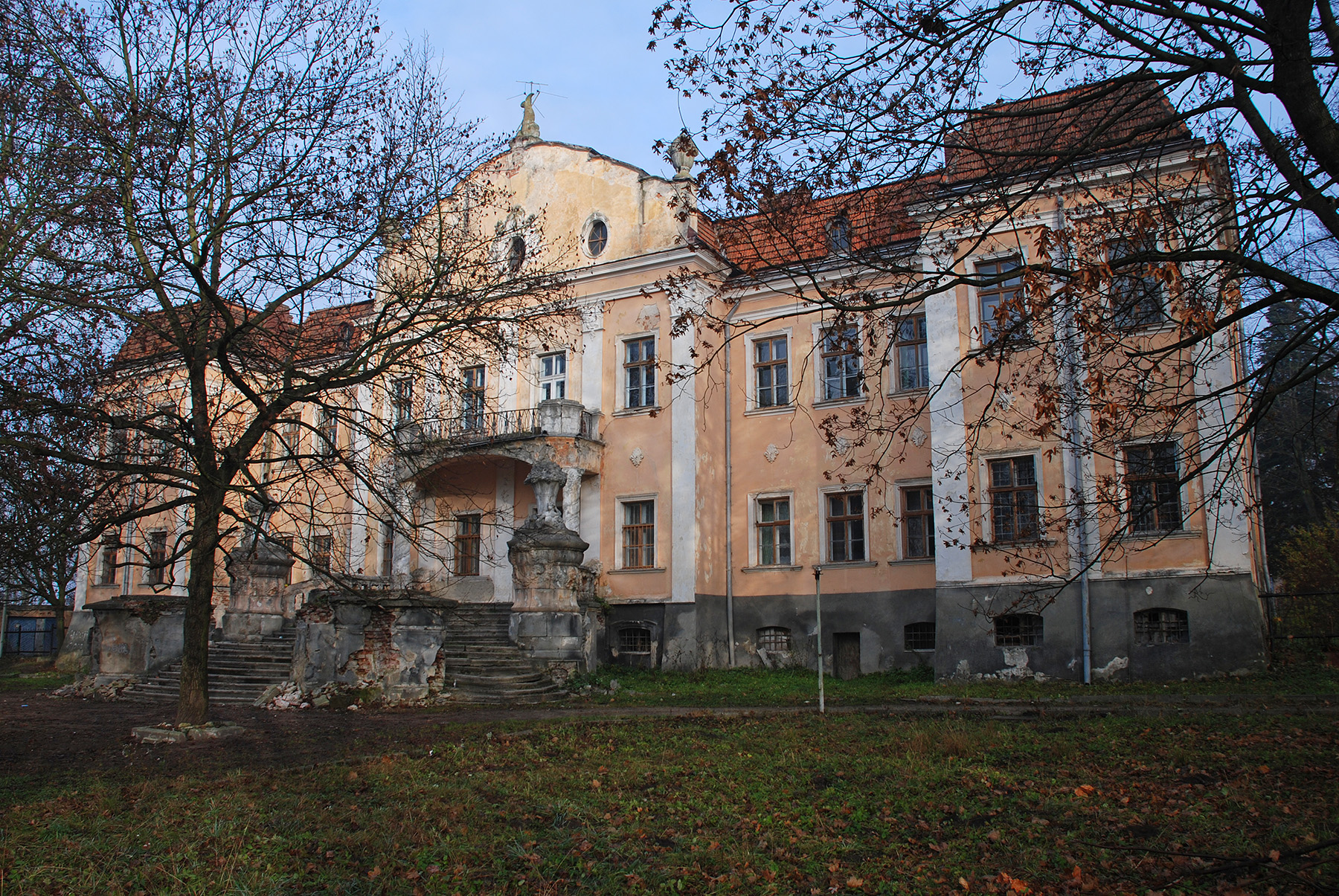
Фасад палацу зі сторони парку
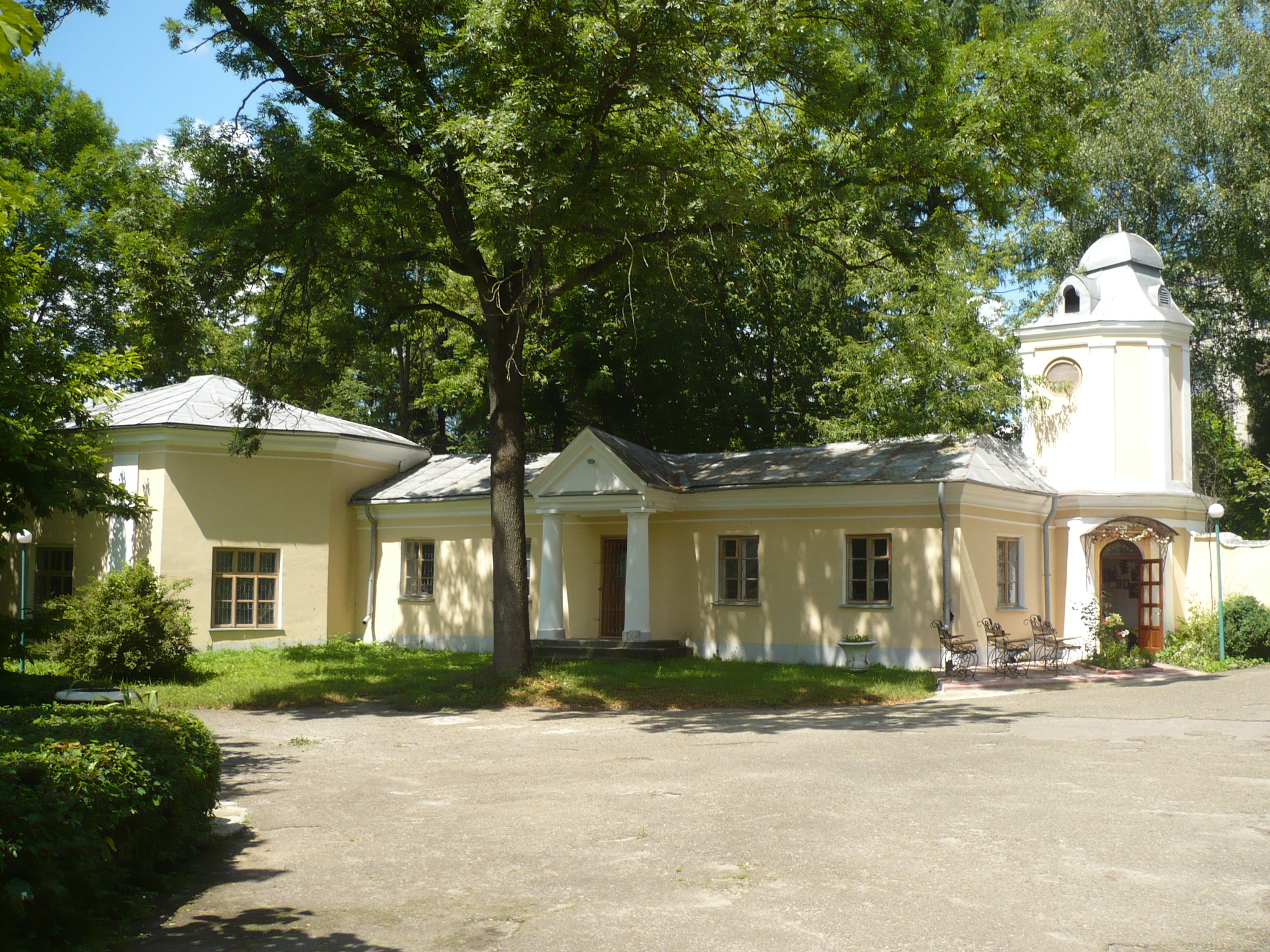
Флігель
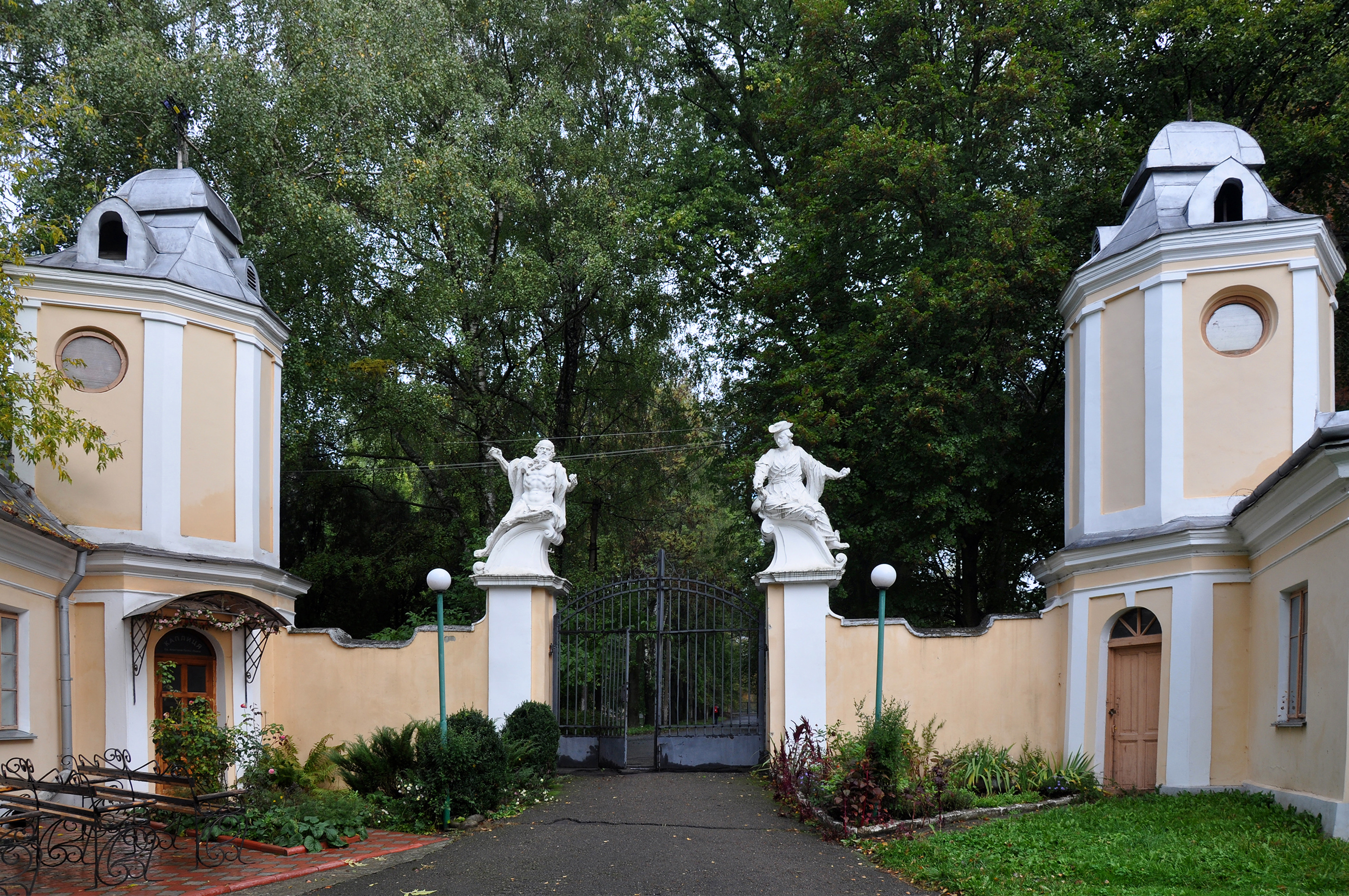
Брама
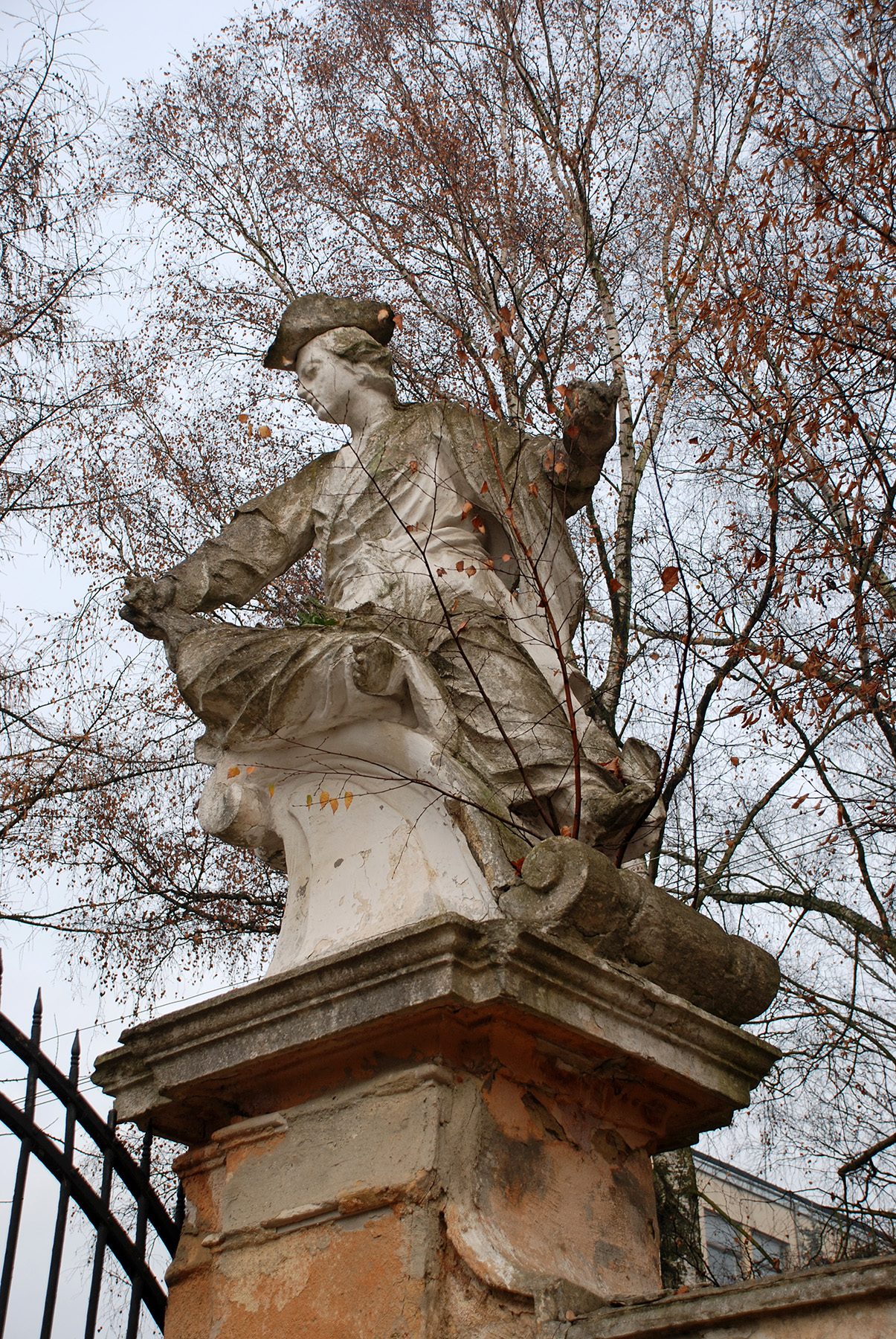
Скульптура на брамі
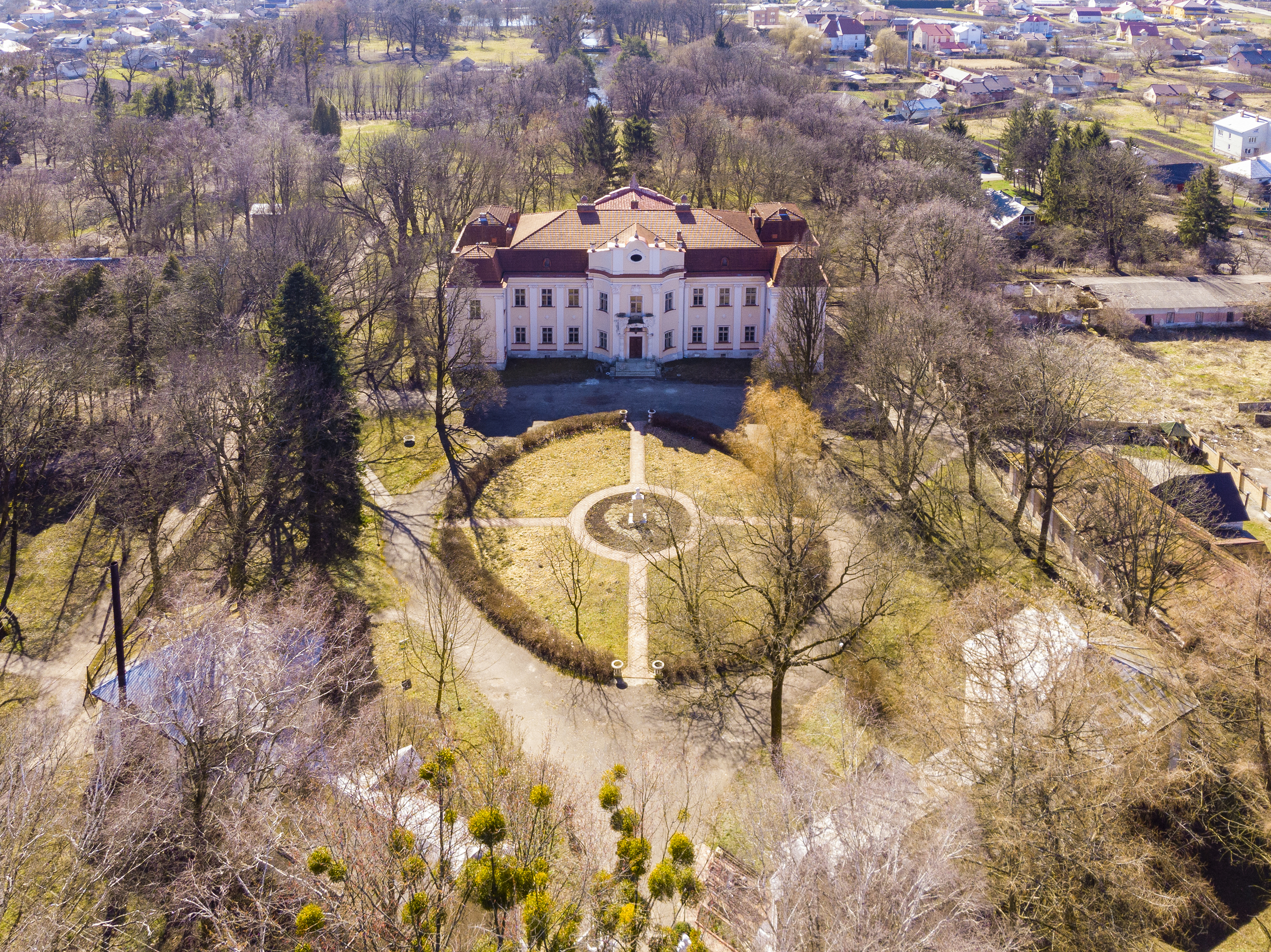
Вид на палац з повітря